# Leihkasse Stammheim
Die Leihkasse Stammheim AG ist eine im Zürcher Weinland verankerte Schweizer Regionalbank mit Sitz in Oberstammheim. Sie wurde 1863 in der Form einer Aktiengesellschaft gegründet. Ihr Tätigkeitsgebiet liegt traditionell im Retail Banking, im Hypothekargeschäft, im Private Banking und im Bankgeschäft mit kleinen und mittleren Unternehmen. Die Bank beschäftigt 14 Mitarbeiter und hatte per Ende 2015 eine Bilanzsumme von 381 Millionen Schweizer Franken.
Die Leihkasse Stammheim ist als selbständige Regionalbank der RBA-Holding angeschlossen.